# مضاهئ نوكليوزيد

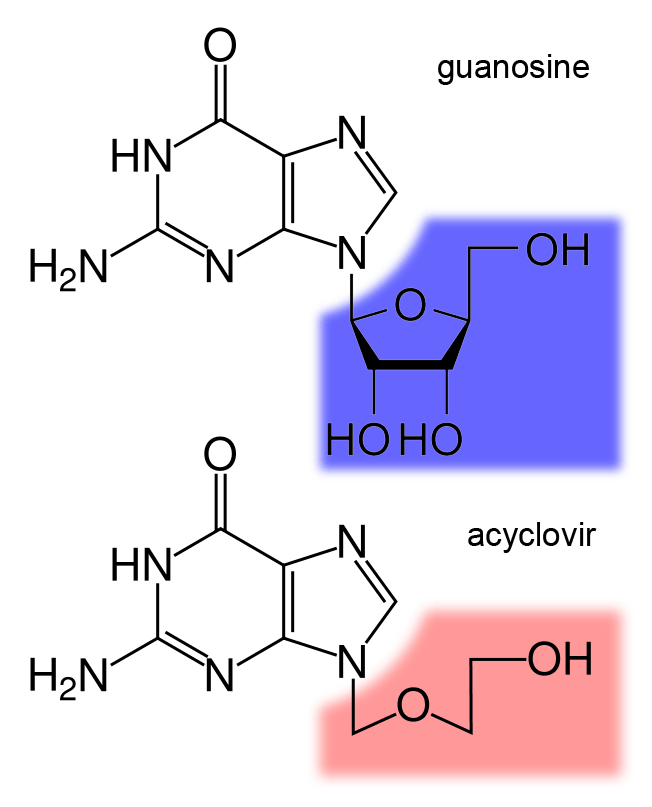

مضاهئ نوكليوزيد (بالإنجليزية: Nucleoside analogue)‏ هي مجموعة من المواد المضادة للفيروسات يستخدم للوقاية من تكرار الفيروسات داخل الخلايا المصابة.